# Julienne (rivier)

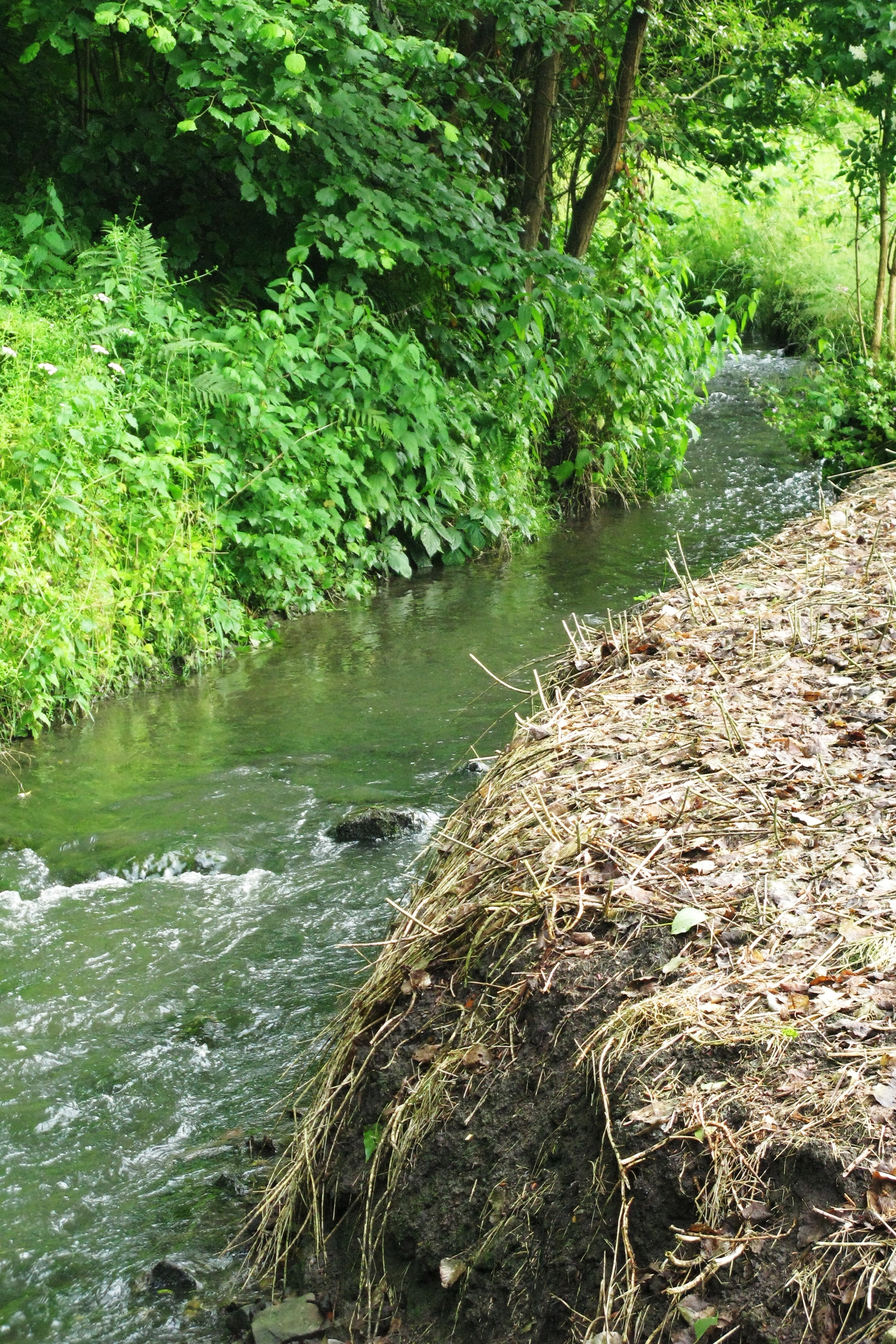
De Julienne

De Julienne is een zijriviertje van de Maas. Het heeft een lengte van 11 km.
De bronnen van het riviertje liggen iets ten noorden van de dorpskern van Retinne. Twee bronnen zijn goed zichtbaar. Eén bron ligt bij een kapelletje dat gewijd is aan de Heilige Juliana (Sainte-Julienne) in de Voie des Messe. De naam van de rivier Julienne verwijst naar de heilige Juliana van Cornillon, geboren in Retinne in 1192. Een andere bron ligt in de Rue Fernand Chèvremont. Het gaat om twee artesische bronnen waar het water verticaal opwelt.
Van aan de bronnen in Retinne stroomt de Julienne hoofdzakelijk in noordelijke richting. Bij Saive voegt de Ruisseau d'Evegnée, welke nabij Evegnée ontspringt, zich bij het riviertje dat verder stroomt ten oosten van Cheratte en Argenteau in een diep ingesneden dal. Hier vindt men het natuurgebied Vallei van de Julienne en het park van het Kasteel van Argenteau. Ten noorden van Argenteau, tegenover Hermalle-sous-Argenteau, vloeit de Julienne in de Maas.
In de vallei van de Julienne was er in de voorbije eeuwen steenkoolontginning. Er zijn nog overblijfselen van oude schachten te vinden.